# Nsari
Die Sprache Nsari (auch saari, akweto, pesaa und sali; ISO 639-3: asj) ist eine beboide Sprache, die von insgesamt 7.000 Personen in der Kameruner Nordwestprovinz gesprochen wird. Die Orte, in denen sie gesprochen wird, sind: Mbissa, Kamine und Akweto.
Die Sprache ist mit den Ncane [ncr] verwandt, wobei viele Nsari darin auch zweisprachig sind. Die meisten Nsari-Sprecher sprechen Kameruner Pidginenglisch [wes] und Englisch.